# Teleskopschienenführung

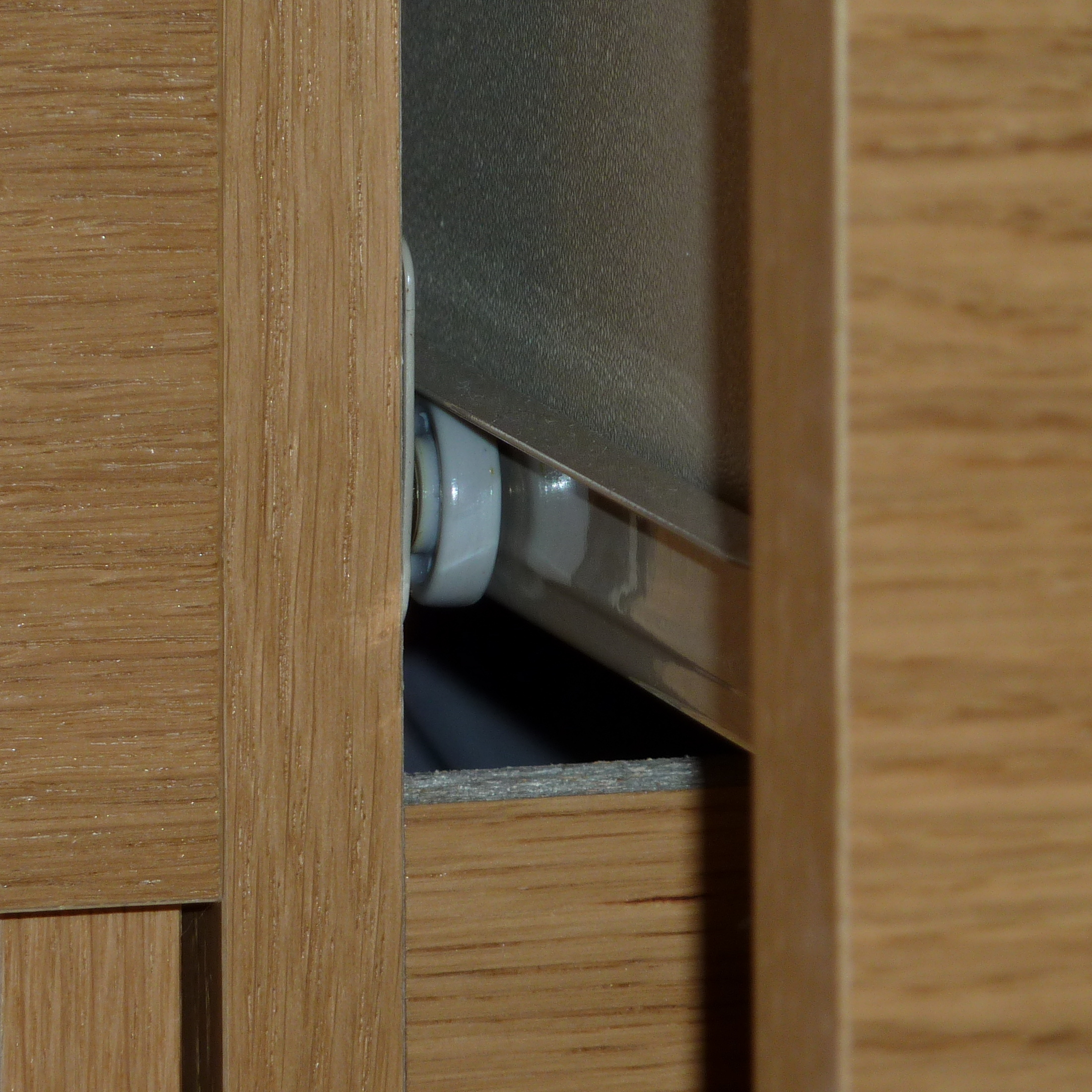
Teleskopschienenführung einer Möbelschublade

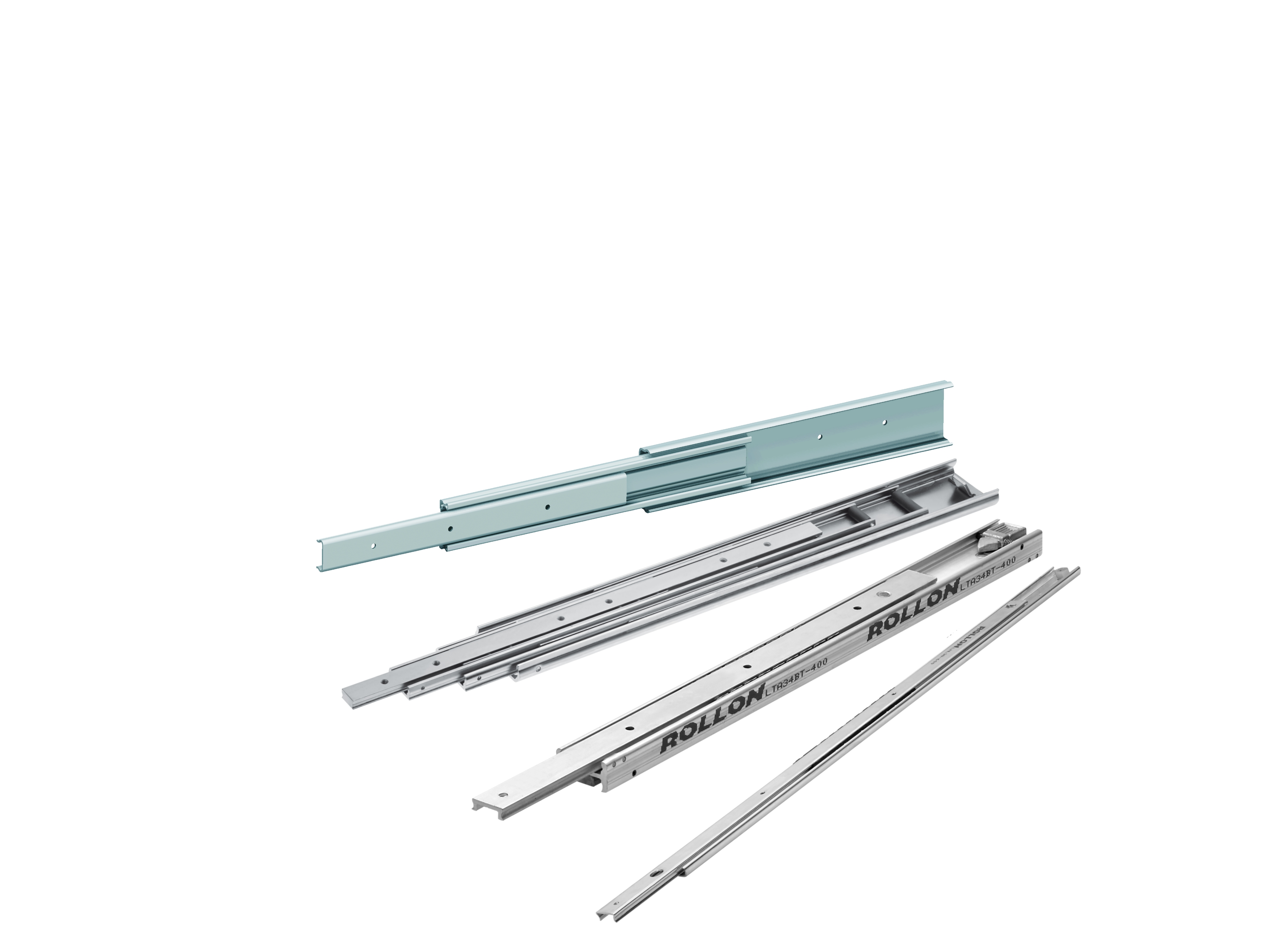
Verschiedene Teleskopschienenführungen

Eine Teleskopschienenführung (kurz: Teleskopschiene) ist eine Schienenführung, die zur Verringerung der Reibung für Auszüge  (wie Schubladen) an Möbeln, Küchen, Backöfen, Feuerwehrfahrzeugen usw. eingesetzt wird. Synonyme Bezeichnungen sind Teleskopauszug und Teleskopausziehträger.
Man unterscheidet je nach Auszugsmöglichkeit Teleskopschienen mit Teil-, Voll- und Überauszug. Je nach Schienentyp können Teleskopschienen mit einer sogenannten Schnellentriegelung ausgerüstet sein, die eine schnelle Trennung zweier Teleskopschienenteile (z. B. zur Entnahme aus dem Backofen oder dem Feuerwehrfahrzeug) ermöglicht.
Teleskopschienen bestehen aus mindestens zwei Führungsschienen, deren Profile ineinander laufen. Teleskopschienen können weiterhin als Wälz- oder Gleitführung ausgeführt werden.
Die klassische Teleskopschiene, die von Schubladen bekannt ist, gibt es im Baumarkt. Die Teleskopschiene, die für die Industrie benötigt wird und schwere Lasten bis zu 2.000 kg tragen kann, ist im Fachhandel oder über den jeweiligen Hersteller erhältlich.